# Kõrgemäe
Kõrgemäe  est un village estonien appartenant à la commune de Rakvere dans le Virumaa occidental. Au 1er janvier 2010, sa population était de 26 habitants. 